# زمین‌لرزه ۱۹۹۰ پرو
زمین‌لرزه پرو  در تاریخ ۳۰ مه ۱۹۹۰ میلادی، برابر با ‎۹ خرداد ۱۳۶۹، ساعت ۲:۳۴:۰۵ به زمان یوتی‌سی در پرو رخ داد. ژرفای این زلزله ۱۷٫۲ کیلومتر بود، و بزرگی آن ۶٫۵ در مقیاس Mw اعلام شده‌است. زمین‌لرزه به وقت محلی در روز سه‌شنبه، ساعت ۲۱ روی داده و منطقه زمانی آن یوتی‌سی -۵ بوده‌است .
سازمان زمین‌شناسی آمریکا نیز رومرکز این زمین‌لرزه را در مختصات ۶°۰۰′۵۸″جنوبی ۷۷°۱۳′۴۴″غربی / ۶٫۰۱۶°جنوبی ۷۷٫۲۲۹°غربی و ژرفای آنرا در ۲۴ کیلومتر گزارش کرده‌است. بزرگی برگزیدهٔ این سازمان از میان بزرگیهای محاسبه‌شدهٔ مختلف ۶٫۶ در مقیاس Mw بوده و از دید اثر، در میان چهار دسته‌بندی «نامحسوس»، «محسوس»، «زیان‌آور» یا «با تلفات»، زلزله را «با تلفات» اعلام کرده‌است.
پروژهٔ «تنسور گشتاور مرکزوار» زاویه‌های (راستا، شیب، ریک) گسل سازندهٔ زمین‌لرزه و صفحه عمود بر آنرا (°۱۸۸، °۲۴، °۱۲۲) یا (°۳۳۳، °۷۰، °۷۷) و نوع گسل را «معکوس» فرارسانده‌است.
شمار کشتگان زلزله حدود ۱۳۵ نفر بوده‌است.تعداد زخمیان ۸۰۰ نفر برآورده شده‌است.بی‌خانمان شدگان نیز ۳۰۰۰۰ نفر اعلام شده‌است.